# Alina Yakimkina
Alina Vladimirovna Yakimkina (en russe : Алина Владимировна Якимкина), née le 12 novembre 1993 à Nijnekamsk et morte le 21 février 2015 à Tioumen, est une biathlète russe. 
Yakimkina a participé au Championnat 2012 du District fédéral de la Volga et en 2015 à la Coupe de Russie, représentant la Oudmourtie. 
Yakimkina meurt subitement d'une crise cardiaque, lors de la Coupe de Russie 2015 à Tioumen.